# Sønder Brarup Sogn
Sønder Brarup Sogn (på tysk Kirchspiel Süderbrarup) er et sogn i det sydøstlige Angel i Sydslesvig, tidligere i Slis Herred (Gottorp Amt), nu kommunerne Notfeld og Sønder Brarup i Slesvig-Flensborg Kreds i delstaten Slesvig-Holsten.
I Sønder Brarup Sogn findes flg. stednavne:
- Blæsbjerg
- Bredaa (Breau)
- Bredbølgaard (Brebelhof)
- Bredbølskov (Brebelholz)
- Christianslyst
- Dollerødmark (Dollrotfeld)
- Dollerødskov
- Justrup
- Koholt (Kuhholz)
- Lille Bredbøl
- Løjtgade (Loitstraße)
- Musse [1]
- Notfeld (Nottfeld)
- Nyfeld Kro
- Sønder Brarup (Süderbrarup)
- Sønderbrarupholm (Süderbrarupholm)
- Sønderbrarupmark (Süderbrarupfeld)
- Store Bredbøl
- Trebjerg (også Bomhoff, Bomhave, Baumhof)
- Rygaard
- Vinkelholm[2] (Winkelholm)